# قائمة منتخبات كرة القدم للرجال
في ما يلي قائمة منتخبات كرة القدم للرجال في العالم. يُعد الاتحاد الدولي لكرة القدم (فيفا) الهيئة الحاكمة الأهم لكرة القدم على مستوى العالم. وتنتمي الغالبية العظمى من المنتخبات الوطنية إلى الفيفا أو إلى إحدى الاتحادات القارية التابعة له. كما تمثّل معظم هذه المنتخبات دولًا ذات سيادة تحظى باعتراف دولي واسع، إذ أن 188 من أصل 195 دولة عضوًا أو مراقبًا في منظمة الأمم المتحدة تنضوي تحت عضوية الفيفا. ومن الحالات الاستثنائية البارزة المملكة المتحدة، التي لا تملك عضوية مستقلة في الفيفا، بل تمثلها المنتخبات الوطنية لأقاليمها الأربعة. وهناك دول أعضاء في الأمم المتحدة ودولة مراقبة سبق أن كانت ضمن إحدى الاتحادات القارية المعترف بها ثم فقدت عضويتها لاحقًا، أو أنها لم تنضم يومًا إلى الفيفا أو إلى أي من الاتحادات القارية التابعة له.
تشمل عضوية الفيفا والاتحادات القارية التابعة له عددًا من المنتخبات الوطنية التي تمثّل كيانات ذات اعتراف دولي محدود، بالإضافة إلى دولة مرتبطة ليست عضوًا في الأمم المتحدة، وعدد كبير من الأقاليم التابعة، وبعض المناطق ذات الحكم الذاتي. ومع ذلك، فإن الغالبية العظمى من الدول ذات الاعتراف المحدود لا تحظى بعضوية في الفيفا أو أي من الاتحادات القارية التابعة له.
تنقسم هذه القائمة إلى ثلاث مجموعات رئيسة:
1. منتخبات تملك عضوية في الفيفا (211 منتخبًا)، أو تملك عضوية في اتحاد قاري تابع للفيفا دون أن تكون عضوًا فيه بشكل مباشر (11 منتخبًا).
2. منتخبات لا تملك عضوية في الفيفا أو في أي اتحاد قاري، لكنها تمثّل دولًا أعضاء أو مراقبة في الأمم المتحدة. وتشمل هذه المجموعة أربع دول أعضاء ودولة مراقبة واحدة (5 منتخبات).
3. منتخبات تمثّل كيانات ذات اعتراف دولي محدود ولا تملك عضوية في الفيفا أو في أي اتحاد قاري (6 منتخبات)، إضافة إلى منتخب واحد يمثل دولة مرتبطة لا تتمتع بعضوية الفيفا أو أي اتحاد قاري.

لا تشمل هذه القائمة المنتخبات الأخرى التي يصفها أنصارها بأنها "وطنية"، والتي تمثّل جماعات إثنية، أو أقاليم ثقافية أو تاريخية، أو حركات انفصالية أو ذات نزعة للحكم الذاتي، أو متحدثين بلغة معينة، أو دولًا مجهرية. وقد شاركت بعض هذه الفرق في مباريات وبطولات خارج نطاق اعتراف الفيفا، وإن كانت قد خاضت، في بعض الحالات، لقاءات ودّية أو بطولات معترف بها ضد منتخبات تنتمي للفيفا.
بعض المنتخبات الوطنية التي كانت تملك عضوية في الفيفا قد اندثرت بسبب تفكك الدولة أو الإقليم الذي كانت تمثّله إلى كيانات متعددة (مثل الاتحاد السوفيتي، ويوغوسلافيا، وجزر الأنتيل الهولندية)، أو بسبب استقلال جزء من الإقليم الذي كانت تمثّله (كما في حالة منتخب أيرلندا الذي توقف عن الوجود إثر التوصل إلى تسوية مع الفيفا اعترفت بموجبها بجمهورية أيرلندا على أنها دولة مستقلة تُمثَّل بمنتخبها الوطني). كما اختفت منتخبات أخرى نتيجة اندماج الدولة أو الإقليم الذي كانت تمثّله في كيان سياسي جديد أو قائم بالفعل، مثل منتخب تنجانيقا ومنتخب مالايا، واللذين اندمجا في تشكيل منتخبي تنزانيا وماليزيا، على التوالي، أو منتخب ألمانيا الشرقية الذي انضم إلى ألمانيا الغربية لتشكيل منتخب ألمانيا الموحد. وفي العديد من هذه الحالات، تعتبر الفيفا أن السجلّات التاريخية للمنتخب المنحل تُنسب إلى الكيان الخلف له؛ فعلى سبيل المثال، يُنسب سجل منتخب الاتحاد السوفيتي إلى منتخب روسيا. وتُدرج المنتخبات المنحلّة ضمن هذه القائمة لأغراض التوثيق التاريخي.
حتى عند حصر القائمة في المنتخبات الأعضاء في الفيفا واتحاداتها القارية فقط، يبقى عدد منتخبات كرة القدم الوطنية في العالم أكبر من أي رياضة أخرى على مستوى التمثيل الدولي.

## أعضاء الاتحادات القارية التابعة للفيفا

خريطة العالم مع الاتحادات الستة:
الاتحاد الآسيوي
الاتحاد الإفريقي (كاف)
اتحاد أمريكا الشمالية والوسطى والكاريبي (كونكاكاف)
اتحاد أمريكا الجنوبية (كونميبول)
اتحاد أوقيانوسيا
الاتحاد الأوروبي (يويفا)

يستعرض هذا القسم المنتخبات الوطنية للرجال التي تنتمي إلى الاتحادات القارية المعترف بها من قبل الفيفا، ويشمل:
- 211 منتخبًا وطنيًا منضويًا تحت عضوية الفيفا، عبر اتحاداتها الوطنية لكرة القدم.
- 11 منتخبًا وطنيًا يتمتع بعضوية في أحد الاتحادات القارية التابعة للفيفا، دون أن يكون عضوًا في الفيفا نفسه.

تُعد المنتخبات الأعضاء في الفيفا مؤهلة رسميًا للمشاركة في نهائيات كأس العالم، وتُصنّف مبارياتها مع المنتخبات الأخرى الأعضاء على أنها مباريات دولية رسمية. وبناءً على نتائج هذه المباريات خلال فترة أربع سنوات، تُصدر الفيفا تصنيفها الشهري المعروف بـ تصنيف الفيفا العالمي لمنتخبات الرجال، الذي يُقارن فيه مستوى قوة المنتخبات الوطنية نسبيًا.
أما المنتخبات التي تتمتع بعضوية في اتحاد قاري دون أن تكون عضوًا في الفيفا، فهي تشارك في بعض البطولات القارية أو الإقليمية الفرعية، إلا أنها غير مؤهلة للمشاركة في كأس العالم.
الاتحادات القارية الست المعترف بها من قِبل الفيفا هي:
- آسيا – الاتحاد الآسيوي لكرة القدم
- أفريقيا – الاتحاد الأفريقي لكرة القدم (كاف)
- أمريكا الشمالية والوسطى والكاريبي – اتحاد أمريكا الشمالية والوسطى والكاريبي لكرة القدم (كونكاكاف)
- أمريكا الجنوبية – اتحاد أمريكا الجنوبية لكرة القدم (كونميبول)
- أوقيانوسيا – اتحاد أوقيانوسيا لكرة القدم
- أوروبا – الاتحاد الأوروبي لكرة القدم (يويفا)

تنظم الفيفا بطولة كأس العالم للمنتخبات الوطنية بهدف تتويج بطل العالم. وفي المقابل، ينظم كل اتحاد قاري بطولته الخاصة لتحديد بطل القارة، على النحو التالي:
- كأس آسيا – تحت إشراف الاتحاد الآسيوي
- كأس الأمم الأفريقية – تحت إشراف الاتحاد الأفريقي
- كأس الكونكاكاف الذهبية – تحت إشراف اتحاد كونكاكاف
- كوبا أمريكا – تحت إشراف اتحاد كونميبول
- كأس أمم أوقيانوسيا – تحت إشراف اتحاد اوقيانوسيا
- بطولة أمم أوروبا – تحت إشراف الاتحاد الأوروبي

أماالاتحاد العربي لكرة القدم (UAFA)، فيُشرف على تنظيم المنافسات الكروية بين الدول الأعضاء في جامعة الدول العربية، ويضم 22 اتحادًا وطنيًا، جميعها أعضاء في الفيفا، وتنتمي كذلك إلى أحد الاتحادين القاريين: الآسيوي أو الأفريقي. وتُعد كأس العرب البطولة الأبرز للمنتخبات الوطنية العربية، وقد تولى الاتحاد الدولي لكرة القدم الإشراف عليها ابتداءً من نسخة 2021.
يُمثّل اتحاد الجمعيات المستقلة لكرة القدم (ConIFA، كونيفا) المنتخبات التي تمثل كيانات غير معترف بها دوليًا، أو مناطق دون وطن، أو أقليات عديمة الجنسية، إضافة إلى فرق تابعة لدول معترف بها لم تنجح في الانضمام إلى الفيفا. ويُعد ConIFA امتدادًا للهيئة السابقة المعروفة باسم مجلس الاتحاد الجديد (N.F.-Board)، والتي كانت تنظم بطولات للمنتخبات خارج إطار الفيفا.
لا ينتمي أي من أعضاء كونيفا الحاليين إلى الفيفا، إلا أن بعض الأعضاء السابقين قد حصلوا على عضوية مشاركة في بعض الاتحادات القارية التابعة للفيفا. وتُدرج هذه المنتخبات في القائمة أدناه. وتُعد كأس العالم لاتحاد كونيفا البطولة الأهم ضمن هذا الإطار.

### الاتحاد الآسيوي
نظرًا لاتساع الرقعة الجغرافية لقارة آسيا وتنوع دولها، ينقسم الاتحاد الآسيوي إلى خمس اتحادات إقليمية فرعية، على النحو الآتي:
- اتحاد غرب آسيا : يضم الدول الواقعة في أقصى غرب القارة، باستثناء إسرائيل.
- اتحاد شرق آسيا : يمثل دول شرق آسيا، إضافةً إلى غوام وجزر ماريانا الشمالية.
- اتحاد آسيا الوسطى : يضم دول آسيا الوسطى، بما فيها أفغانستان وإيران، إضافةً إلى غالبية جمهوريات آسيا الوسطى السوفييتية السابقة، باستثناء كازاخستان.
- اتحاد جنوب آسيا : يشمل دول شبه القارة الهندية.
- اتحاد آسيان : يضم دول جنوب شرق آسيا، بالإضافة إلى أستراليا.

| - أفغانستان - أستراليا1 - البحرين - بنغلاديش - بوتان - بروناي - كمبوديا - جمهورية الصين الشعبية2 - تايبيه الصينية3 - غوام - هونغ كونغ، الصين4 - الهند | - إندونيسيا - العراق - جمهورية إيران الإسلامية5 - اليابان - الأردن - جمهورية كوريا الديمقراطية الشعبية6 - جمهورية كوريا7 - الكويت - الجمهورية القرغيزية8 - لاوس - لبنان - ماكاو | - ماليزيا - المالديف - منغوليا - ميانمار - نيبال - جزر ماريانا الشمالية9،10 - عمان - باكستان - فلسطين11 - الفلبين - قطر - السعودية | - سنغافورة - سريلانكا - سوريا - طاجيكستان - تايلاند - تيمور الشرقية - تركمانستان - الإمارات العربية المتحدة - أوزبكستان - فيتنام - اليمن |

1. كانت أستراليا عضوًا سابقًا في اتحاد أوقيانوسيا بين عامي 1966 و2006، قبل انضمامها إلى الاتحاد الآسيوي.
2. الاسم الرسمي المستخدم من قبل الفيفا والاتحاد الآسيوي للإشارة إلى الصين.
3. الاسم الرسمي المستخدم من قبل الفيفا والاتحاد الآسيوي للإشارة إلى جمهورية الصين (تايوان)؛ وقد كانت عضوًا سابقًا في اتحاد أوقيانوسيا من 1975 حتى 1989.
4. الاسم الرسمي المستخدم من قبل الفيفا والاتحاد الآسيوي للإشارة إلى هونغ كونغ.
5. الاسم الرسمي المستخدم من قبل الفيفا والاتحاد الآسيوي للإشارة إلى إيران.
6. الاسم الرسمي المستخدم من قبل الفيفا للإشارة إلى كوريا الشمالية.
7. الاسم الرسمي المستخدم من قبل الفيفا والاتحاد الآسيوي للإشارة إلى كوريا الجنوبية.
8. الاسم الرسمي المستخدم من قبل الفيفا والاتحاد الآسيوي للإشارة إلى قيرغيزستان.
9. الاتحاد الوطني لجزر ماريانا الشمالية عضو كامل في الاتحاد الآسيوي، لكنه لا يتمتع بعضوية الفيفا
10. كانت جزر ماريانا الشمالية عضوًا سابقًا في اتحاد أوقيانوسيا من 2005 حتى 2009.
11. الاسم الرسمي المستخدم من قبل الفيفا والاتحاد الآسيوي للإشارة إلى المنتخب الممثل للأراضي الفلسطينية.

### الاتحاد الأفريقي (كاف)
نظرًا لاتساع المساحة الجغرافية وتعدد الثقافات في قارة إفريقيا، ينقسم الاتحاد الإفريقي إلى خمس اتحادات إقليمية فرعية، تمثل مختلف مناطق القارة:
- مؤتمر جمعيات شرق ووسط أفريقيا (سيكافا): يمثل الدول التي تُعد جزءًا من شرق إفريقيا، بالإضافة إلى بعض دول إفريقيا الوسطى.
- مجلس اتحادات جنوب أفريقيا (كوسافا): يضم دول جنوب القارة، فضلًا عن بعض الدول الجُزرية الواقعة قبالة الساحل الجنوبي لإفريقيا.
- اتحاد غرب إفريقيا (وافو): يمثل الدول الواقعة في غرب إفريقيا.
- اتحاد شمال إفريقيا (أوناف): يشمل دول شمال القارة.
- اتحاد وسط إفريقيا (أونيفاك): يمثل عددًا من دول إفريقيا الوسطى.

| - الجزائر1 - أنغولا - بنين - بوتسوانا - بوركينا فاسو - بوروندي - الكاميرون - الرأس الأخضر - جمهورية إفريقيا الوسطى - تشاد - جزر القمر1 - الكونغو - جمهورية الكونغو الديمقراطية2 - ساحل العاج | - جيبوتي1 - مصر1 - غينيا الاستوائية - إرتريا - إسواتيني - إثيوبيا - الغابون - غامبيا - غانا - غينيا - غينيا بيساو - كينيا - ليسوتو - ليبيريا | - ليبيا1 - مدغشقر - مالاوي - مالي - موريتانيا1 - موريشيوس - المغرب1 - موزمبيق - ناميبيا - نيجيريا - النيجر - لا ريونيون3 - رواندا - ساو تومي وبرينسيب | - السنغال - سيشل - سيراليون - الصومال1 - جنوب إفريقيا - جنوب السودان - السودان1 - تنزانيا - توغو - تونس1 - أوغندا - زامبيا - زنجبار3،4،5 - زيمبابوي |

1. الاتحاد الوطني عضو أيضًا في الاتحاد العربي.
2. الاسم الرسمي المستخدم من قبل الفيفا للإشارة إلى جمهورية الكونغو الديمقراطية هو Congo DR؛ بينما يستخدم الاتحاد الإفريقي الاسم المختصر DR Congo.
3. الاتحاد الوطني لريونيون عضو منتسب في الكاف، لكنه لا يتمتع بعضوية الفيفا.
4. كان الاتحاد الوطني لزنجبار عضوًا كاملًا في الكاف لفترة وجيزة عام 2017.
5. سبق أن كان الاتحاد الوطني لـزنجبار عضوًا في مجلس الاتحاد الجديد وكونيفا.

### اتحاد أمريكا الشمالية والوسطى والكاريبي (كونكاكاف)
ينقسم اتحاد أمريكا الشمالية والوسطى والكاريبي إلى ثلاث اتحادات إقليمية فرعية، تتولى مسؤولية تنظيم شؤون اللعبة في أجزاء محددة من النطاق الجغرافي للاتحاد:
- الاتحاد الكاريبي: يضم جميع الدول الـ27 الواقعة في منطقة الكاريبي، إضافة إلى برمودا وثلاث دول تقع جغرافيًّا في أمريكا الجنوبية.[note 1]
- اتحاد أمريكا الشمالية: يضم الدول الثلاث الواقعة في أمريكا الشمالية، باستثناء بلدان أمريكا الوسطى.
- اتحاد أمريكا الوسطى (يونكاف): يختص بالدول السبع التي تشكّل منطقة أمريكا الوسطى.

| - أنغويلا - أنتيغوا وباربودا - أروبا - جزر البهاما - باربادوس - بليز - برمودا - بونير1 - جزر العذراء البريطانية - كندا - جزر كايمان | - كوستاريكا - كوبا - كوراساو - دومينيكا - جمهورية الدومينيكان - السلفادور - غويانا الفرنسية1 - غرينادا - غوادلوب1 - غواتيمالا - غيانا | - هايتي - هندوراس - جامايكا - مارتينيك1 - المكسيك - مونتسرات - نيكاراغوا - بنما - بورتوريكو - سانت كيتس ونيفيس - سانت لوسيا | - سان مارتين1 - سانت فينسنت والغرينادين - سينت مارتن1 - سورينام - ترينيداد وتوباغو - جزر توركس وكايكوس - الولايات المتحدة - جزر العذراء الأمريكية |

1. الاتحاد الوطني عضو كامل في كونكاكاف، لكنه لا يتمتع بعضوية الفيفا.

### اتحاد أمريكا الجنوبية (كونميبول)
يُعد اتحاد أمريكا الجنوبية واحدًا من أقدم الاتحادات القارية لكرة القدم، ويضم عشر دول تشكّل قارة أمريكا الجنوبية. ويتميّز الاتحاد بتاريخٍ عريقٍ في تنظيم البطولات القارية، وفي مقدّمتها "كوبا أمريكا".
| - الأرجنتين - بوليفيا - البرازيل - تشيلي - كولومبيا | - الإكوادور - باراغواي - بيرو - الأوروغواي - فنزويلا |

### اتحاد أوقيانوسيا
يُشرف اتحاد أوقيانوسيا على اللعبة في جزر أوقيانوسيا المنتشرة في المحيط الهادئ، ويتكوّن من أعضاء كاملين ومنتسبين، بعضهم ليس عضوًا في الفيفا.
| - ساموا الأمريكية - جزر كوك - فيجي - كيريباتي2،3 - كاليدونيا الجديدة - نيوزيلندا1 - بابوا غينيا الجديدة | - ساموا - جزر سليمان - تاهيتي4 - تونغا - توفالو2،5 - فانواتو |

1. الاتحاد الوطني كان عضوًا سابقًا في الاتحاد الآسيوي بين عامي 1964 و1966.
2. الاتحاد الوطني عضو منتسب في اوقيانوسيا، لكنه لا يتمتع بعضوية الفيفا.
3. الاتحاد الوطني كان عضوًا سابقًا في كونيفا بين عامي 2016 و(تاريخ غير معروف).
4. الاسم الرسمي المستخدم من قِبل الفيفا واتحاد اوقيانوسيا لـ"بولينيزيا الفرنسية".
5. الاتحاد الوطني كان عضوًا سابقًا في كونيفا بين عامي 2016 و2020.

### الاتحاد الأوروبي (يويفا)
يُعد الاتحاد الأوروبي أحد أقوى الاتحادات القارية في العالم، ويضم 55 اتحادًا وطنيًا تمثل دول أوروبا المعترف بها دوليًّا، إلى جانب عدد من الكيانات شبه المستقلة.
| - ألبانيا - أندورا - أرمينيا - النمسا - أذربيجان - بيلاروس - بلجيكا - البوسنة والهرسك - بلغاريا - كرواتيا - قبرص - جمهورية التشيك - الدنمارك - إنجلترا | - إستونيا - جزر فارو - فنلندا - فرنسا - جورجيا - ألمانيا - جبل طارق - اليونان - المجر - آيسلندا - إسرائيل1 - إيطاليا - كازاخستان2 - كوسوفو | - لاتفيا - ليختنشتاين - ليتوانيا - لوكسمبورغ - مالطا - مولدوفا - الجبل الأسود - هولندا - أيرلندا الشمالية - مقدونيا الشمالية - النرويج - بولندا - البرتغال - جمهورية أيرلندا | - رومانيا - روسيا3 - سان مارينو - إسكتلندا - صربيا - سلوفاكيا - سلوفينيا - إسبانيا - السويد - سويسرا - تركيا - أوكرانيا - ويلز |

1. الاتحاد الوطني كان عضوًا في الاتحاد الآسيوي بين عامي 1954 و1974، ثم انضم إلى الاتحاد الاوروبي رسميًا في عام 1994.
2. الاتحاد الوطني كان عضوًا في الاتحاد الآسيوي بين عامي 1993 و2002 قبل انتقاله إلى الاتحاد الاوروبي.
3. عُلّقت مشاركة المنتخب الوطني في بطولات الفيفا والاتحاد الأوروبي عقب غزو روسيا لأوكرانيا عام 2022.[4]

## المنتخبات غير المنتمية للفيفا أو لأي اتحاد قاري
تضم هذه الفئة من المنتخبات فرقًا وطنية لا تنتمي إلى الفيفا، ولا إلى أي من الاتحادات القارية التابعة له، وبالتالي فهي غير مؤهلة للمشاركة في نهائيات كأس العالم أو البطولات القارية الرسمية. وتنص لوائح الفيفا على أنه لا يُسمح لمنتخباته الأعضاء بخوض مباريات ضد هذه الفرق إلا بعد الحصول على إذن رسمي مسبق من الفيفا.
يُشارك عدد من هذه المنتخبات تحت مظلة منظمات بديلة مثل كونيفا، وتُشير القائمة التالية إلى المنتخبات المنضوية ضمن تلك المنظمات.
ينقسم هذا التصنيف إلى:
- خمسة منتخبات تُمثّل دولًا ذات سيادة أعضاء في الأمم المتحدة أو كيانًا مراقبًا لدى الجمعية العامة.
- ثمانية منتخبات تُمثّل كيانات ليست أعضاءً في الأمم المتحدة.

### منتخبات دولية غير منضوية رغم عضويتها في الأمم المتحدة
خمسة كيانات، من بينها أربع دول أعضاء في الأمم المتحدة وكيان مراقب في الجمعية العامة، ليست أعضاءً في الفيفا أو أي اتحاد قاري، إلا أن اتحاداتها الوطنية نظّمت مباريات ودية واستعراضية خارج النظام الرسمي للفيفا.
- ميكرونيسيا
- موناكو1
- بالاو2
- المملكة المتحدة3
- الفاتيكان

1. كان اتحادها الوطني عضوًا في كلٍّ من مجلس الاتحاد الجديد وكونيفا.
2. كان عضوًا منتسبًا سابقًا في اتحاد أوقيانوسيا، لكن لا يبدو أن له عضوية سارية حاليًا[6].
3. لا تُمثّل المملكة المتحدة في الفيفا بكيان موحّد، بل عبر منتخبات كياناتها الأربعة (إنجلترا، اسكتلندا، ويلز، وأيرلندا الشمالية). ورغم ذلك، شُكِّل منتخب موحَّد في مناسبات محدودة لخوض مباريات استعراضية،[7] كما شارك باسم "بريطانيا العظمى" في الألعاب الأولمبية الصيفية ودورات الجامعات العالمية.

لم تقم دولتان عضوان في الأمم المتحدة (جزر مارشال وناورو) أبدًا بإشراك فريق كرة قدم منظم من قبل اتحاد وطني.

### كيانات غير أعضاء في الأمم المتحدة
ثلاث دول ذات اعتراف محدود، رغم عدم عضويتها في الأمم المتحدة، تُعد أعضاءً كاملين في الفيفا وأحد الاتحادات القارية:
- تايوان (جمهورية الصين) – باسم "الصين تايبيه"
- كوسوفو
- فلسطين

كما تُعد  جزر كوك، وهي دولة مرتبطة بنيوزيلندا، عضوًا كاملًا في كل من الفيفا واتحاد أوقيانوسيا، رغم عدم كونها عضوًا في الأمم المتحدة.

### كيانات غير منضوية في الفيفا أو الاتحادات القارية
سبعة كيانات ذات اعتراف دولي جزئي أو تَصِف نفسها بالدولية، شاركت في بطولات غير معترف بها أو مباريات ودية خارج مظلة الفيفا، دون أن تحظى بعضوية رسمية في الفيفا أو الاتحادات القارية.
- أبخازيا1
- نييوي2
- قبرص الشمالية1،3
- الصومال1
- أوسيتيا الجنوبية1
- ترانسنيستريا4
- الصحراء الغربية1،3

1. الاتحاد الوطني عضو حالي في كونيفا.
2. كان عضوًا منتسبًا في اتحاد أوقيانوسيا حتى إلغاء عضويته في مارس 2021.[15]
3. كان عضوًا سابقًا في مجلس الاتحاد الجديد.
4. كان عضوًا سابقًا في كونيفا بين عام 2015 وتاريخ غير محدد.

### كيانات أخرى خارج مظلة الفيفا
تتنافس العديد من الكيانات أو الفرق التمثيلية في بطولات كروية خارج نطاق إشراف الفيفا. ويُصنَّف بعضها "منتخبات وطنية" رغم عدم تمتعها بعضوية رسمية.
تاريخيًا، لم تكن الفيفا تضع تعريفًا دقيقًا لمفهوم "الدولة"، مما سمح بقبول:
- 23 اتحادًا وطنيًا حاليًا يمثّلون أقاليم تابعة أو غير مستقلة.
- 3 اتحادات وطنية تمثّل دولًا ذات اعتراف دولي محدود.

كما توجد 9 أقاليم تابعة أو ذات حكم ذاتي ليست أعضاءً في الفيفا، لكنها أعضاء في اتحادات قارية، إما بعضوية كاملة أو منتسبة. إلا أن الفيفا أدخلت تعديلات جوهرية على نظامها الأساسي عام 2016، حيث بات يُشترط في "الدولة" أن تكون "دولة مستقلة ومعترف بها من قِبل المجتمع الدولي"⁽⁵⁾ وهو ما شدد شروط العضوية، وقَلّل من فرص قبول كيانات جديدة.

### منظمات بديلة للفيفا
رغم القيود، لا تزال توجد منظمات دولية غير رسمية تسعى لتنظيم ودعم تمثيل تلك المنتخبات خارج مظلة الفيفا:
- كونيفا – اتحاد كرة القدم للجهات غير المعترف بها
- الرابطة الدولية لألعاب الجزر (IIGA)
- الاتحاد العربي لكرة القدم (UAFA)
- ألعاب جزر المحيط الهندي
- ألعاب المحيط الهادئ

## المنتخبات الوطنية المنحلة
تشمل هذه القائمة المنتخبات الوطنية التي لم تَعُد قائمة، نتيجة لانحلال الدولة أو الإقليم الذي كانت تمثّله. ويُدرج في الجدول أدناه فقط المنتخبات التي نالت عضوية الفيفا في وقتٍ ما.
| المنتخب السابق                                             | المنتخب/ات البديل/ة       | منتخبات لاحقة أخرى | ملاحظات |
| ---------------------------------------------------------- | ------------------------- | --- | --- |
| تشيكوسلوفاكيا · (مثّلت التشيك والسلوفاك حتى عام 1993)       | جمهورية التشيك · سلوفاكيا | جمهورية التشيك · سلوفاكيا                                                                                               | مثّلت تشيكوسلوفاكيا حتى انقسامها إلى دولتين مستقلتين في عام 1993، ثم استكمل المنتخبان الجديدان ما تبقّى من تصفيات كأس العالم 1994 على أنهم ممثلين مشتركين. |
| سار                                                        |                           | ألمانيا الغربية | مثّل محمية سارلاند بين عامي 1950 و1956 قبل أن تتحد مع جمهورية ألمانيا الاتحادية. |
| ألمانيا الشرقية · (الجمهورية الديمقراطية الألمانية رسميًا)  |                           | ألمانيا | مثّلت ألمانيا الشرقية من عام 1952 إلى غاية الوحدة الألمانية في عام 1990. |
| أيرلندا                                                    | أيرلندا الشمالية          | جمهورية أيرلندا | مثّلت جزيرة أيرلندا منذ عام 1882. وبعد انفصال الدولة الأيرلندية الحرة سنة 1922، واصلت اختيار لاعبين من كامل الجزيرة حتى عام 1953، حين قُصرت مشاركاتها على أيرلندا الشمالية فقط، بضغط من فيفا. |
| مالايا                                                     | ماليزيا                   | | مثّلت اتحاد مالايا من عام 1953 حتى اتحاده مع سراوق وبورنيو الشمالية وسنغافورة لتشكيل ماليزيا عام 1963. وقد احتفظت سنغافورة بفريقها الوطني الخاص بعد استقلالها في 1965. |
| تنغانيقا                                                   | تنزانيا                   | | مثّلت تنغانيقا حتى اتحادها مع زنجبار في 1964 لتكوين تنزانيا. لا تزال زنجبار عضوًا منتسبًا في الاتحاد الإفريقي لكرة القدم، دون عضوية في الفيفا. |
| فيتنام الجنوبية                                            | فيتنام                    | | مثّلت فيتنام الجنوبية من 1949 حتى 1975، ولم يكن لفيتنام الشمالية فريق معترف به من فيفا أو الاتحاد الآسيوي. مثّل المنتخب الموحد دولة فيتنام بعد توحيد البلاد. |
| اليمن الشمالي · (الجمهورية العربية اليمنية)                | اليمن                     | | مثّل اليمن الشمالي منذ عام 1965 حتى الاتحاد مع اليمن الجنوبي سنة 1990. |
| اليمن الجنوبي · (جمهورية اليمن الديمقراطية الشعبية)        |                           | اليمن | مثّل اليمن الجنوبي منذ 1965 حتى الاتحاد مع اليمن الشمالي سنة 1990. |
| الجمهورية العربية المتحدة                                  | مصر                       | سوريا | مثّلت الاتحاد بين مصر وسوريا من 1958 حتى انفصال سوريا عام 1961. استمر المنتخب باسم الجمهورية العربية المتحدة حتى 1970. |
| الإمبراطورية الروسية                                       | الاتحاد السوفيتي          | | مثّلت روسيا القيصرية حتى عام 1923، ثم خلفها الاتحاد السوفيتي. |
| الاتحاد السوفيتي · (اتحاد الجمهوريات الاشتراكية السوفيتية) | رابطة الدول المستقلة      | إستونيا · لاتفيا · ليتوانيا                                                                                             | مثّل الاتحاد السوفيتي من 1940 حتى تفككه عام 1991. لم تشارك الجمهوريات البلطيقية في منتخب رابطة الدول المستقلة، إذ كانت لها فرق وطنية قبل ضمها للاتحاد. |
| رابطة الدول المستقلة                                       | روسيا                     | أرمينيا · أذربيجان · بيلاروس · جورجيا · كازاخستان · قرغيزستان · مولدوفا · طاجيكستان · تركمانستان · أوكرانيا · أوزبكستان | مثّلت رابطة الدول المستقلة خلال عام 1992 حتى نهاية بطولة أمم أوروبا لذلك العام. |
| يوغوسلافيا                                                 | يوغوسلافيا                | البوسنة والهرسك · كرواتيا · مقدونيا · سلوفينيا                                                                          | مثّل المنتخب اليوغوسلافي جمهورية يوغوسلافيا الاشتراكية الاتحادية في المنافسات الدولية بين عامي 1920 و1992، وذلك قبل تفكك الدولة إلى كيانات مستقلة تمثّلت في كلٍّ من: البوسنة والهرسك، وكرواتيا، وجمهورية يوغوسلافيا الاتحادية، ومقدونيا الشمالية، وسلوفينيا. |
| صربيا والجبل الأسود                                        | صربيا                     | الجبل الأسود · كوسوفو                                                                                                   | مثّل هذا المنتخب جمهورية يوغوسلافيا الاتحادية التي تشكلت عام 1992، والتي تغيّر اسمها إلى صربيا والجبل الأسود عام 2003، واستمر هذا الكيان السياسي حتى انفصاله إلى دولتين مستقلتين عام 2006. ورغم إعلان الجبل الأسود استقلاله عقب استفتاء أُجري في مايو من ذلك العام، فإن المنتخب الموحَّد شارك في نهائيات كأس العالم 2006، نظرًا لانتهاء إجراءات الانفصال قبل أسبوع واحد فقط من انطلاق البطولة. أعلنت كوسوفو لاحقًا استقلالها عن صربيا في عام 2008، واعترف بها كل من الاتحاد الأوروبي والفيفا في عام 2016، لتصبح عضوًا رسميًا في المؤسستين.                                                                                    |
| جزر الأنتيل الهولندية                                      | كوراساو                   | أروبا · بونير · سينت مارتن                                                                                              | أصبحت أروبا إقليمًا ذاتي الحكم منفصلًا عن جزر الأنتيل الهولندية عام 1986، وقُبلت عضويتها في الفيفا عام 1988. وقد كان الفريق السابق يُمثّل جزر الأنتيل الهولندية حتى انحلال الدولة رسميًا في عام 2010. في مارس 2011، استُعيد اسم كوراساو ليصبح اسم الدولة الجديدة التي ورثت مكانة جزر الأنتيل السابقة في الفيفا والكونكاكاف. أما الأراضي الأخرى المنفصلة عن جزر الأنتيل، فقد أصبحت بونير وسينت مارتن عضوين كاملين في اتحاد الكونكاكاف، دون أن تنضما للفيفا. من جانب آخر، شكّلت سابا وسينت أوستاتيوس منتخبات وطنية خاضت مباريات ودية غير رسمية في مناسبات محدودة، غير أن أيًّا منهما لا يتمتع بعضوية في الفيفا أو أي اتحاد قاري. |

### بلدان غيرت اسمائها
بالإضافة إلى ما سبق، تمت إعادة تسمية الفرق الأخرى:
- الكونغو ←  الكونغو-ليوبولدفيل في عام 1960 ←  الكونغو-كينشاسا في عام 1963 ←  زائير في عام 1971 ←  جمهورية الكونغو الديمقراطية في عام 1997
- الكونغو البريطانية ←  غامبيا في عام 1965
- غيانا البريطانية ←  غيانا في عام 1966
- بورما ←  ميانمار في عام 1989
- كمبوديا ←  جمهورية الخمير في عام 1970 ←  كامبوتشيا في عام 1975 ←  كمبوديا في عام 1979
- سيلان ←  سريلانكا في عام 1972
- كوراساو ←  جزر الأنتيل الهولندية في عام 1958 حتى 2010
- تشيكوسلوفاكيا ←  ممثلية التشيك والسلوفاك في عام 1993
- جمهورية التشيك ←  تشيكيا في عام 2022
- داهومي ←  بنين في عام 1975
- الهند الشرقية الهولندية ←  إندونيسيا في عام 1945
- مصر ←  الجمهورية العربية المتحدة في عام 1958 ←  مصر في عام 1971
- يوغوسلافيا الاتحادية الاشتراكية ←  صربيا والجبل الأسود في عام 2003
- جمهورية مقدونيا اليوغوسلافية السابقة ←  مقدونيا الشمالية في عام 2019
- صوماليلاند الفرنسية ←  جيبوتي في عام 1977
- توغولاند الفرنسية ←  توغو في عام 1960
- ألمانيا ←  جمهورية المانيا الفيدرالية في عام 1945 ←  ألمانيا في عام 1990
- ساحل الذهب ←  غانا في عام 1957
- دولة أيرلندا الحرة ←  أيرلندا في عام 1936 ←  جمهورية أيرلندا في عام 1954
- ساحل العاج ←  كوت ديفوار في عام 1983 (غُيّر الاسم الرسمي من الإنجليزية إلى الفرنسية)
- مملكة الصرب والكروات والسلوفينيين ←  يوغوسلافيا في عام 1929
- مدغشقر ←  جمهورية مالاغاسي في عام 1958 ←  مدغشقر في عام 1975
- فلسطين الانتدابية ←  إسرائيل في عام 1948
- الكونغو الوسطى ←  الكونغو-برازفيل في عام 1960 ←  جمهورية الكونغو الشعبية في عام 1970 ←  الكونغو في عام 1992
- هيبريدس الجديدة ←  فانواتو في عام 1980
- رودسيا الشمالية ←  زامبيا في عام 1964
- نياسالاند ←  مالاوي في عام 1966
- غينيا البرتغالية ←  غينيا بيساو في عام 1975
- الصين ←  تايوان في عام 1954 ←  تايبيه الصينية في عام 1980
- رودسيا الجنوبية ←  رودسيا في عام 1964 ←  زيمبابوي في عام 1980
- سورينام ←  سورينام في عام 1954 (إضافة حرف "e" إلى الاسم الأصلي)
- سوازيلاند ←  إسواتيني في عام 2018
- تركيا ←  تركيا في عام 2022 (غُيّر الإسم الرسمي من اللغة الانجليزية إلى اللغة التركية)
- فولتا العليا ←  بوركينا فاسو في عام 1984
- فيتنام ←  فيتنام الجنوبية في عام 1955
- ساموا الغربية ←  ساموا في عام 1997

## روابط خارجية
- "قائمة اتحادات الفيفا". فيفا. مؤرشف من الأصل في 2012-05-12.